# Vencie Glenn
(en) Statistiques sur pro-football-reference
Vencie Leonard Glenn, né le 26 octobre 1964 à Grambling en Louisiane, est un joueur professionnel américain de football américain. 
Il joue au poste de safety pour cinq différente franchises de la National Football League (NFL) entre 1986 et 1995.

## Biographie
Glenn joue son football américain avec les Sycamores d'Indiana State où il se démarque. Entre autres, il détient le record d'interceptions de l'équipe ainsi que la plus longue interception de l'histoire de l'équipe dans un match contre les Warriors de Wayne State. Lors du draft de 1986, il est drafté au deuxième tour par les Patriots de la Nouvelle-Angleterre.
Durant sa carrière professionnelle, il joue pour cinq différentes équipes. Le 29 novembre 1987, alors qu'il joue pour les Chargers de San Diego, Glenn réussit un retour d'interception de 103 yards. Il s'agit d'un record d'équipe. À l'époque, il s'agit également d'un record de la NFL et le reste pendant presque vingt ans où le record est brisé par Ed Reed. Lors du draft de 1995, les Vikings du Minnesota l'échangent avec un choix de sixième ronde aux Giants de New York contre un choix de cinquième et de sixième ronde. Il joue une saison avec les Giants. Le 4 juin 1996, alors qu'il est en compétition avec Tito Wooten, Rodney Young et Maurice Douglass pour le poste de partant, il est cut par les Giants. Ceci marque la fin de sa carrière professionnelle.